# Velarifictorus spinosus
Velarifictorus spinosus är en insektsart som beskrevs av Sigfrid Ingrisch 1998. Velarifictorus spinosus ingår i släktet Velarifictorus och familjen syrsor. Inga underarter finns listade i Catalogue of Life.